# بولندا الكبرى (منطقة تاريخية)

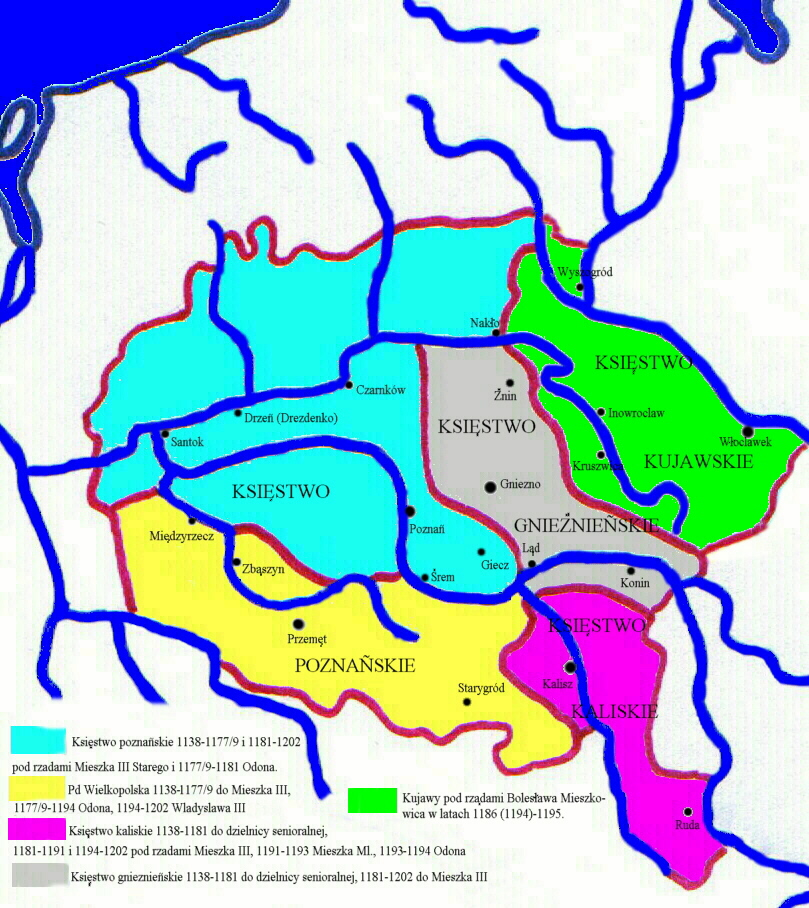
Piast Duchy of Greater Poland under Mieszko III the Old (1138-1202)

بولندا الكبرى (بالبولندية: Wielkopolska) منطقة تاريخية وسط غرب بولندا. بوزنان هي مدينتها رئيسية.
وقد اختلفت حدود بولندا الكبرى إلى حد ما على مر التاريخ. المنطقة يتزامن تقريبا مع فويفود (محافظة) في الوقت الحاضر يسمى فويفود بولندا الكبرى (بالبولندية:województwo wielkopolskie)، رغم أن بعض أجزاء بولندا الكبرى التاريخية تمتد في محافظات كويافي بومرانيا وودج لوبوش.